# Barrio Valmore Rodríguez
Valmore Rodríguez es uno de los sectores de la ciudad de Cabimas en el estado Zulia (Venezuela). Pértenece a la parroquia La Rosa. No debe confundirse con el municipio del estado Zulia.

## Ubicación
Se encuentra entre los sectores La Rosa al norte (calle R10), R5 al sur y este (calle Nacional) y el Lago de Maracaibo al oeste.

## Zona Residencial
Valmore Rodríguez ocupa el extremo sur de la costa de Cabimas, al inicio hasta los manglares la carretera Nacional está asfaltada, luego sigue de tierra paralela al lago de Maracaibo hasta terminar más al sur.

## Transporte
La línea Cabimas - Lagunillas pasa por la calle R10.

## Sitios de Referencia
- Liceo Alfredo Jahn. Av Principal la Rosa con calle R10.